# Orquestra Simfònica de Boston

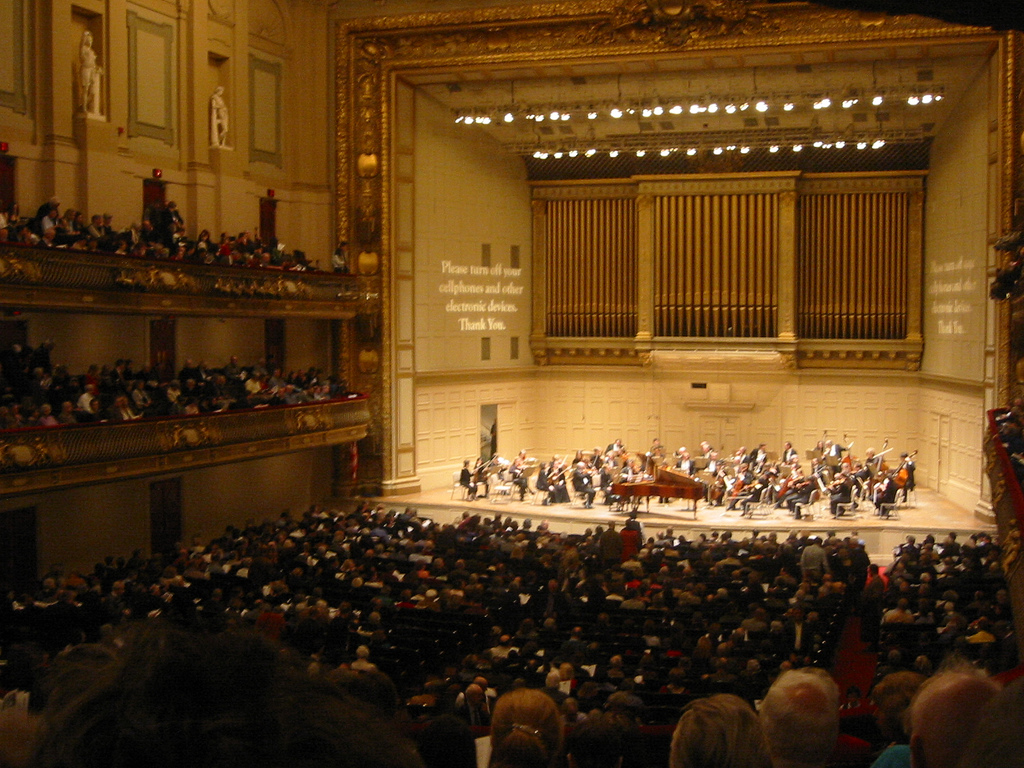
L'Orquestra Simfònica de Boston en el Symphony Hall.

L'Orquestra Simfònica de Boston (Boston Symphony Orchestra) (BSO) és una de les orquestres simfòniques amb més renom del món. La seva seu és el Symphony Hall, considerada com una de les tres millors sales de concerts del món.

## Història
L'orquestra va ser fundada el 1881 per Henry Lee Higginson a Boston, Massachusetts (Estats Units). Va comptar amb grans directors, com Arthur Nikisch entre 1889 i 1893, i Pierre Monteux entre 1919 i 1924, que van donar a l'orquestra la seva reputació, reputació que destaca per la sonoritat "francesa" que, en cert grau, encara persisteix actualment.
Tanmateix, va ser sota amb la batuta de Serge Koussevitzky que l'orquestra es va fer molt famosa. Sota la seva direcció, l'orquestra va realitzar transmissions radiofòniques de manera regular i va establir la seva seu d'estiu a Tanglewood, on Koussevitzky va fundar el Centre Musical de Berkshire, avui Centre de Música Tanglewood. Aquelles transmissions de ràdio es van realitzar des de 1926 fins a 1951, i novament entre 1954 i 1956; l'orquestra continua realitzant regularment les esmentades transmissions en viu en l'actualitat. La Simfònica de Boston va estar involucrada en la creació de la Ràdio WGBH per transmetre els seus concerts.
Koussevitzky també va encarregar obres noves a compositors prominents, entre elles la Simfonia núm. 4 de Serguei Prokófiev i la Simfonia dels salms d'Ígor Stravinski. També va estrenar el Concert per a orquestra de Béla Bartók, que va ser encarregat per la Fundació Koussevitzki a petició de Fritz Reiner i Joseph Szigeti.
Aquesta tradició d'encarregar obres va continuar amb comandes a Henri Dutilleux pel 75è aniversari, a Roger Sessions i Andrzej Panufnik, pel seu centenari, i posteriorment pels seu 125è aniversari, obres a Leon Kirchner, Elliott Carter i Peter Lieberson. En altres ocasions, han estrenat obres d'altres compositors com, per exemple, la Simfonia núm. 2 de John Corigliano pel centenari del Symphony Hall.
El 1949, Charles Münch va succeir Koussevitzky. Sota la seva direcció, per primera vegada, l'orquestra va anar a tocar a l'estranger. El 1962 Erich Leinsdorf substituí Münch i el 1969 va accedir al càrrec William Steinberg. El 1973, Seiji Ozawa va ser nomenat director Musical i es mantingué en el càrrec fins al 2002; ha estat el director que més temps s'ha mantingut al davant de l'orquestra. L'actual director és James Levine, el primer director de la BSO nascut als Estats Units.

## Institucions associades
La Sinfónica de Boston també es beneficia per la seva propera associació amb el Conservatori de Nova Anglaterra, situat molt a prop del Symphony Hall. Molts dels músics de la BSO són graduats de l'esmentada institució. El famós virtuós del violí Willy Hess va ser concertino entre 1904 i 1910.
Una filial de l'Orquestra Simfònica de Boston és l'Orquestra Boston Pops, fundada el 1885, que toca música clàssica amb un estil més lleuger, més popular, amb melodies d'exhibició i semblants.
De la part coral n'és responsable el Cor del Festival de Tanglewood (Tanglewood Festival Chorus). Organitzat el 1970 pel seu director fundador, John Oliver, el Cor està format per 250 cantants voluntaris. Com a opcions corals, abans de la creació del Cor del Festival –i encara un temps després– la BSO habitualment feia els concerts amb el Cor del Conservatori de Nova Anglaterra, dirigit per Lorna Cooke DeVaron, amb el Chorus Pro Musica, i el Harvard Glee Club i a la Societat Coral Radcliffe.

## Directors Musicals
- James Levine (2002–)
- Seiji Ozawa (1973-2002)
- William Steinberg (1969-1972)
- Erich Leinsdorf (1962-1969)
- Charles Munch (1949-1962)
- Serge Koussevitzky (1924-1949)
- Pierre Monteux (1919-1924)
- Henri Rabaud (1918-1919)
- Karl Muck (1912-1918)
- Max Fiedler (1908-1912)
- Karl Muck (1906-1908)
- Wilhelm Gericke (1898-1906)
- Emil Paur (1893-1898)
- Arthur Nikisch (1889-1893)
- Wilhelm Gericke (1884-1889)
- George Henschel (1881-1884)